# Sepekov
Sepekov là một chợ huyện thuộc huyện Písek, vùng Jihočeský, Cộng hòa Séc.